# Villariezo
Villariezo est une commune d'Espagne dans la communauté autonome de Castille-et-León, province de Burgos. Elle s'étend sur 10,29 km2 et comptait environ 553 habitants en 2011.